# Separacja (lotnictwo)

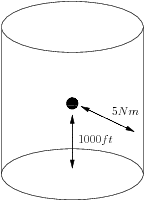
Schematyczny przykład separacji pionowej (1000 ft) i poziomej (5 Nm)

Separacja – w lotnictwie, zasada utrzymywania minimalnej odległości w pionie i w poziomie między statkami powietrznymi.
W zależności od klasy przestrzeni powietrznej i rodzaju zasad według których odbywa się lot, za separację odpowiada bądź kontrola ruchu lotniczego, bądź dowódca statku powietrznego (pilot).

## Zasady samodzielnej separacji[2]

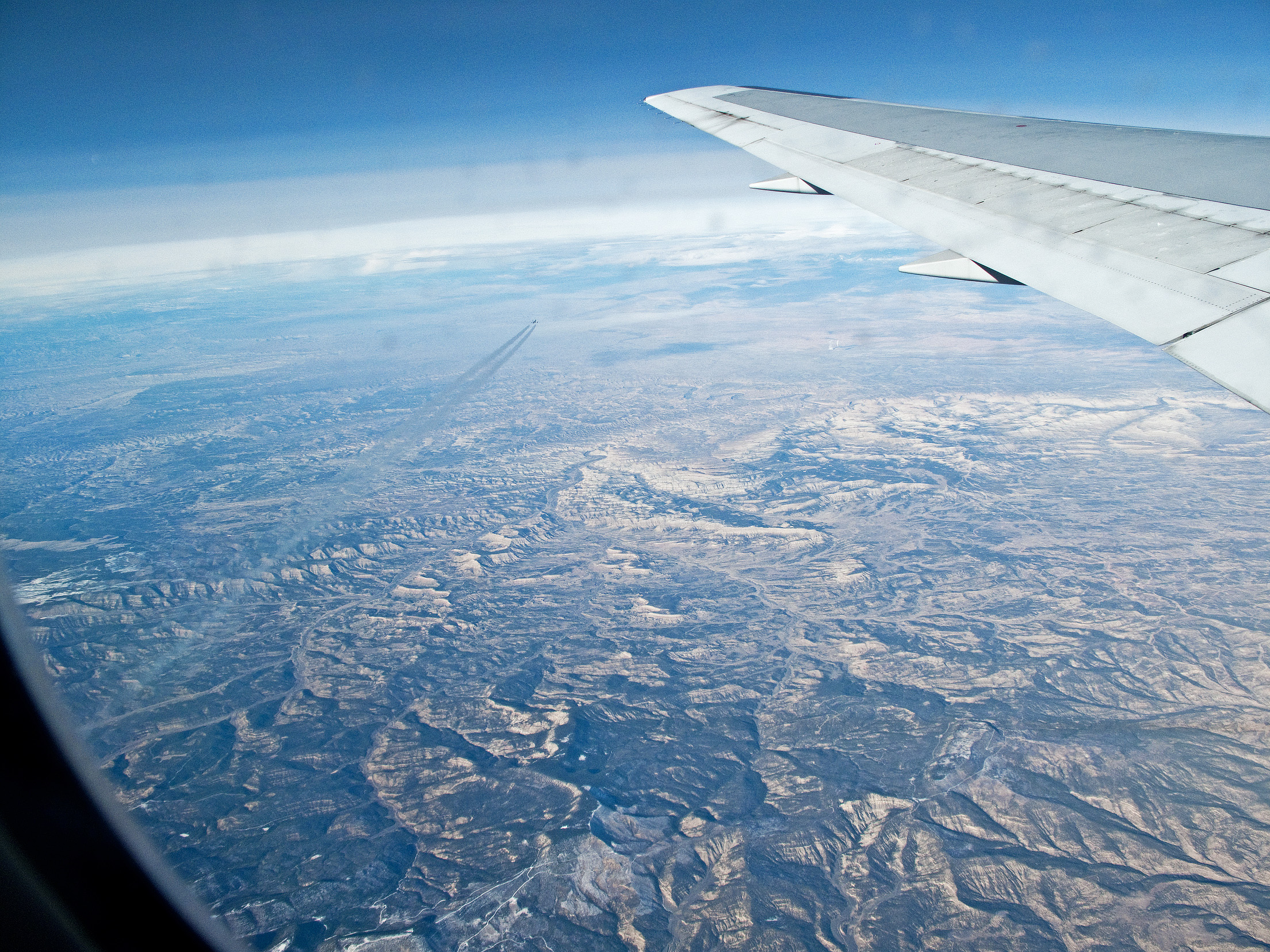
Praktyczny przykład separacji - z lewej ślad samolotu separowanego pionowo

Lecąc według zasad VFR pilot musi samodzielnie zadbać o zachowanie bezpiecznej odległości od innych samolotów (ogólnie - od innych statków powietrznych).
Loty IFR w strefie kontrolowanej są separowane przez kontrolerów, jednak wykonując podejście z widocznością pilot równocześnie przejmuje na siebie obowiązek utrzymania bezpiecznej separacji.
Ogólne zasady ustępowania pierwszeństwa drogi są zbliżone do tych, które obowiązują samochody oraz statki morskie.

## Separacje zapewniane przez organy kontroli ruchu lotniczego[1]

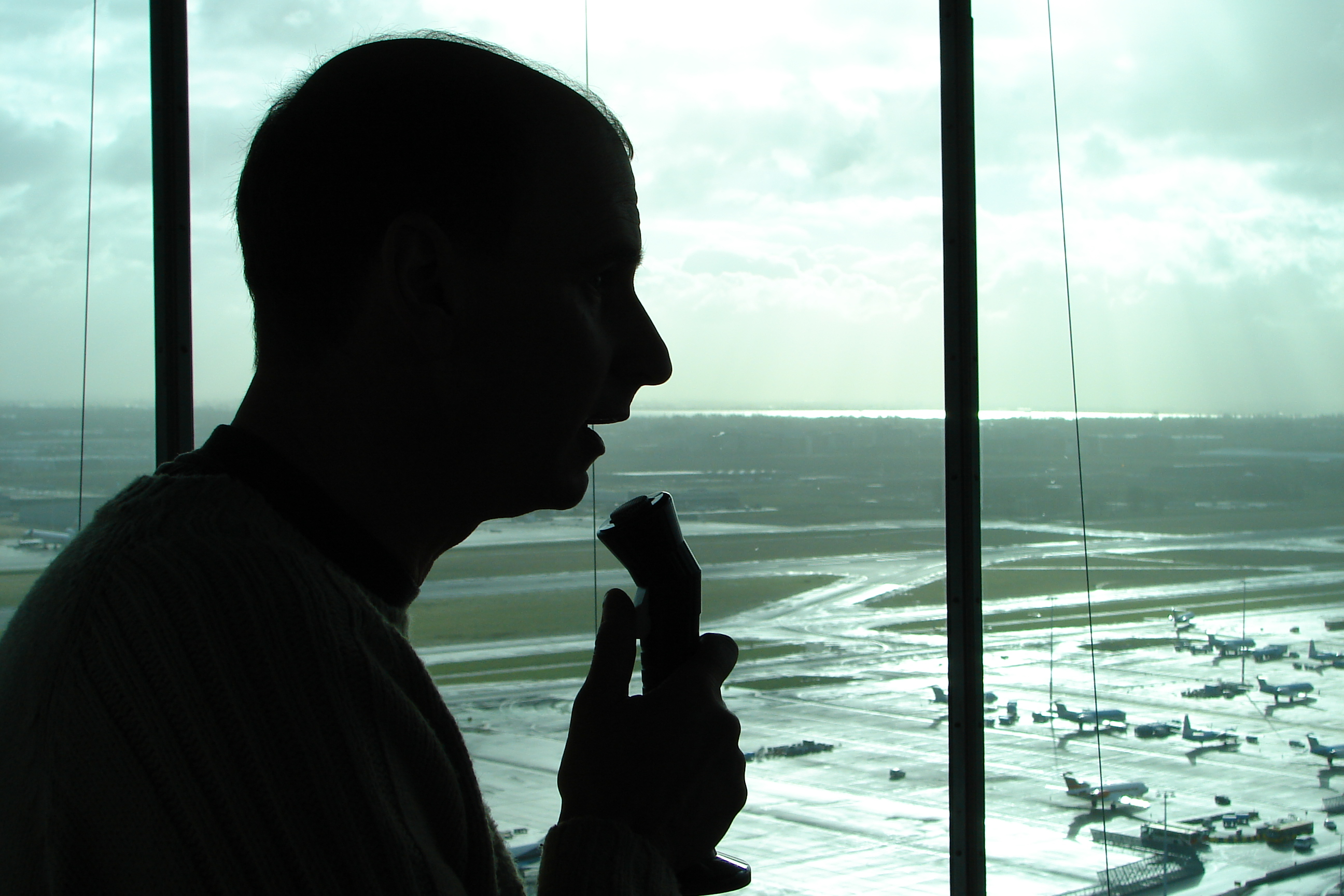
Kontroler lotów

Organy kontroli ruchu lotniczego zapewniają separacje między:
- wszystkimi lotami w przestrzeniach powietrznych klasy A i B
- lotami IFR w przestrzeniach powietrznych klasy C, D i E
- lotami IFR a lotami VFR w przestrzeni powietrznej klasy C
- lotami IFR a lotami specjalnymi VFR
- lotami specjalnymi VFR, jeżeli tak ustaliła właściwa władza ATS

### Zasady separacji pionowej

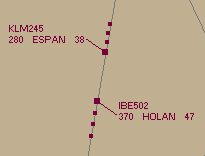
Dwa samoloty lecące z naprzeciwka, ale separowane pionowo (symulacja radaru)

Statek powietrzny (SP) utrzymujący dany poziom lotu powinien mieć na nim pierwszeństwo przed innymi SP zamierzającymi zająć ten poziom. Gdy dwa lub więcej SP znajduje się na tym samym poziomie lotu, pierwszeństwo powinien mieć SP znajdujący się przed nim. Statek powietrzny może otrzymać zezwolenie zajęcia poziomu wcześniej zajętego przez inny SP dopiero wtedy, gdy ten drugi SP zgłosił opuszczenie zajmowanego poziomu, z wyjątkiem przypadków:
- gdy wiadomo, że występuje silna turbulencja;
- gdy znajdujący się wyżej statek powietrzny wykonuje wznoszenie po trasie;
- gdy różnica w charakterystykach technicznych statków powietrznych jest taka, że może wystąpić zmniejszenie stosowanego minimum separacji.

### Zasady separacji poziomej
Uwzględnia się - między innymi - następujące separacje:

#### Separacje pomiędzy odlatującymi statkami powietrznymi
Wobec statków powietrznych odlatujących stosuje się separację mierzoną czasem (w minutach) wynoszącą 1, 2, 3 lub 5 minut, w zależności od sytuacji.
Przykład
- Stosuje się separację 5 minut, gdy odlatujący SP będzie przecinał poziom odlatującego przed nim SP i oba SP zamierzają lecieć na tej samej linii drogi. W przypadku braku separacji pionowej ta separacja musi być stale zapewniona.

#### Separacje między odlatującymi a przylatującymi statkami powietrznymi
Przykłady
- W przypadku gdy przylatujący statek powietrzny wykonuje pełne podejście według wskazań przyrządów, wówczas odlatujący statek powietrzny może wystartować w każdym kierunku aż do chwili, kiedy przylatujący SP rozpocznie zakręt proceduralny lub zakręt podstawowy prowadzący do podejścia końcowego
- W przypadku gdy przylatujący statek powietrzny wykonuje podejście z prostej, to odlatujący statek powietrzny może wystartować w każdym kierunku  przynajmniej na 5 minut przed czasem, w którym przewiduje się, że przylatujący SP znajdzie się nad oprzyrządowaną drogą startową

#### Separacje w śladzie aerodynamicznym
Ze względu na zagrożenia turbulencjami  stosuje się separacje w śladzie aerodynamicznym.
W zależności od sytuacji, za uniknięcie turbulencji odpowiadają piloci lub kontrolerzy lotów.
W przypadku gdy odpowiedzialność za uniknięcie turbulencji w śladzie aerodynamicznym spoczywa na załodze statku powietrznego, to kontrolerzy lotniska powinni w miarę możliwości informować załogi o spodziewanym niebezpieczeństwie powodowanym turbulencją w śladzie aerodynamicznym. Przy wydawaniu zezwoleń lub poleceń powinno się także brać pod uwagę podmuch od silników odrzutowych oraz zawirowania od śmigieł, dla statków powietrznych startujących, lądujących lub kołujących.
Przykład
- Separacje w śladzie aerodynamicznym dla statków powietrznych przylatujących wynoszą:
  - 2 minuty – dla lądującego ŚREDNIEGO za CIĘŻKIM
  - 3 minuty - dla lądującego LEKKIEGO za ŚREDNIM lub CIĘŻKIM

### Inne znaczenia słowaseparacjaw tekstach dotyczących lotnictwa
Słowo separacja jest stosowane w lotnictwie także w innych znaczeniach - w poniższych dwóch cytatach, pochodzących z tekstu URZĄDZENIA I SYSTEMY TELEKOMUNIKACJI LOTNICZEJ słowo to występuje w znaczeniu opisywanym w niniejszym artykule, a także w dwóch innych znaczeniach:

Zadaniem kontroli ruchu lotniczego jest zapewnienie bezpiecznych separacji (odstępu w pionie i w poziomie) między samolotami, korzystającymi z przestrzeni kontrolowanej.
W procesie projektowania systemów łączności lotniczej VHF bierze się pod uwagę separację geograficzną  radiostacji naziemnych (odległości konieczne) i separację sąsiedniokanałową, aby nie dopuścić do wzajemnych zakłóceń komunikujących się z nimi radiostacji na statkach powietrznych.